# Коррьери, Серхио
Серхио Коррьери (англ. Sergio Corrieri; 1938—2008) — кубинский актёр, театральный режиссёр.

## Биография
В возрасте 16 лет Серхио Коррьери дебютировал на театральной сцене в пьесе «El nieto de Dios». В дальнейшем он исполнял роли в пьесах Артура Миллера, А. П. Чехова, Лопе де Вега, Эдварда Олби, Бертольда Брехта, Артура Шницлера, Освальдо Драгуна и Владимира Маяковского.
Серхио Коррьери был награждён в 2006 году Национальной театральной премией Кубы (исп. Premio Nacional de Teatro de Cuba).

## Фильмография
- 1964 — Я — Куба — Альберто